# Cathédrale de Latina
La cathédrale de Latina est une église catholique romaine de Latina, en Italie. Il s'agit de la cathédrale du diocèse de Latina-Terracina-Sezze-Priverno.